# Hansted Hospital
Hansted Hospital i dag Hansted Kloster, blev oprindelig opført 1711-12. Et nyt hospital blev bygget 1867-68 vest for den gamle bygning, som blev udbygget 1881-82 og er i dag et psykiatrisk bosted under OK fonden.
Det ligger i Hansted ca. 4-5 km nord for Horsens.
Hospitalet blev bygget under ulykkelige omstændigheder af Enke Dorthea Hansdatter, der mistede både mand og 4 børn til sygdom. Hun tolkede deres død som en straf fra Gud, og ønskede derfor at råde bod med gode gerninger. Hun byggede Hansted Hospital med plads til 24 fattige, gamle husarme og vanføre Mennesker (Fundats af 12/5 1705, Testamente af 10/5 1710). I 1881 fik klosteret tilbygget et ekstra etage og i 1977 blev det lavet om til plejehjem. I 2001 blev det udbygget til lejligheder og i dag er det ejet af OK fonden og fungerer som psykiatrisk institution.
Det trefløjede kloster er bygget i nygotisk- og herregårdspræget stil med kamtakker og murstensornamenter. I midten ligger menighedshuset, der hører til Hansted Kirke og som ligger op ad klosteret.
Den store park med gamle træer er offentlig.

## Eksterne kilder og henvisninger
1. ↑  Hansted Kloster på ok-fonden.dk
2. ↑  Hansted Hospital på Trap Danmark 3. Udgave 5. Bind 1898-1906
3. ↑  Hansted Hospital Arkiveret 3. september 2021 hos  Wayback Machine på museumhorsens.dk
 hentet

- Nørrelandskirken hos KortTilKirken.dk
- Hansted Hospitals kirkesal hos danmarkskirker.natmus.dk (Danmarks Kirker, Nationalmuseet)

55°53′38″N 9°50′34″Ø / 55.8939°N 9.8427°Ø
|  | Denne artikel om en bygning eller et bygningsværk kan blive bedre, hvis der indsættes et (bedre) billede. Du kan hjælpe ved at afsøge Wikimedia Commons for et passende billede eller lægge et op på Wikimedia Commons med en af de tilladte licenser og indsætte det i artiklen. |